# Paul de Faucher
Pour les articles homonymes, voir de Faucher.
Paul de Faucher est un érudit français, né à Bollène le 5 juillet 1840, décédé au château du Monard (commune de Montboucher-sur-Jabron) le 23 septembre 1907.

## Biographie
Zouave pontifical en 1861 et 1862, capitaine des mobiles de Vaucluse aux armées de la Loire et de l'Est en 1870-1871, il participe en cette qualité à une partie de la guerre de 1870. Il s'occupe de recherches historiques, de travaux généalogiques, de classement d'archives publiques et privées.

Associé des Académies d'Aix et de Vaucluse (dont il fut vice-président), membre de la Société française d'archéologie, du Conseil héraldique de France, de la Société d'archéologie de la Drôme, de la Société d'études provençales, lauréat et correspondant de la Société de statistique de Marseille, il est l'auteur de nombreux travaux d'histoire locale et de généalogie (Provence et Comtat Venaissin), de recherches sur les ex-libris, de discours académiques, d'éloges funèbres, et d'une biographie de Pierre de Roquesante, dont Auguste Cornarel (+ 1879), cousin de sa mère, était héritier.

## Œuvres principales
- Notice sur la gratuité des écoles à Bollène depuis le commencement du XVIIe siècle (1881)
- Notice sur l'ancienne chapelle et l'ermitage de Notre-Dame-des-Grâces, appelé communément Saint-Ariès à Bollène (1883)
- Liste des anciens syndics et consuls, des officiers municipaux, maires et adjoints de Carpentras, du XIIIe siècle jusqu'à nos jours, précédée de quelques notes historiques sur l'ancienne administration municipale de cette ville (Avignon, Seguin frères, 1893, in-8°, 48 pages)[4]
- Un Vauclusien oublié, le Comte de Roquesante, général de la République française (1756-1822) (Avignon, François Seguin, 1894, in-8°, 15 pages)[5]
- Un des juges de Fouquet : Roquesante (1619-1707), sa famille, ses descendants ; suivi des noms des 300 financiers condamnés avec le surintendant (Aix, Makaire, 1895)[6]
- Documents pour l'histoire de Provence. Les Tributiis et le fief de Sainte-Marguerite, notes et documents, 1289-1789 (Digne, 1897, 192 pages)[7]
- Documents pour l'histoire de Provence. Chénerilles et ses seigneurs, les Isoard et les Salvan, 1427-1776 (Digne, 1901, VIII-140 pages)[8]
- Les Souvenirs de l'aïeul : poésies fugitives et humoristiques d'un vieux magistrat[9] recueillies et annotées par son petit-fils (Carpentras, J. Seguin, 1901, in-12, CXXIV-130 pages)[10]
- Mobiles et mobilisés de Vaucluse en campagne (1870-1871)[11] (Avignon, Fr. Seguin, 1903, XVI-304 pages)
- Documents pour l'histoire de Bollène et du Comté Venaissin (1905)
- Le Livre de raison d'Honoré de Gras, conseiller au parlement de Provence, dernier seigneur de Mimet (Paris, Honoré Champion, 1905)[12]